# أرنود كورتيلي
أرنود كورتيلي (بالفرنسية: Arnaud Courteille) (و. 1989  م) هو راكب دراجة هوائية، من فرنسا، ولد في سان-هيلير-دو-هاركويه، شارك في طواف إسبانيا، وطواف إسبانيا 2013، وطواف إيطاليا 2014.

## روابط خارجية
- أرنود كورتيلي على موقع الاتحاد الدولي للدراجات (الإنجليزية)
- أرنود كورتيلي على موقع أرشيف الدراجات (الإنجليزية)
- أرنود كورتيلي على موقع إحصائيات الدراجات الإحترافية (الإنجليزية)
- أرنود كورتيلي على موقع نسبة الدراجات (الإنجليزية)
- أرنود كورتيلي على موقع CycleBase (الإنجليزية)